# Tylko tęsknota w sercu gra
Tylko tęsknota w sercu gra – siódmy album kompilacyjny polskiej piosenkarki Danuty Stankiewicz wydany w 2022 roku przy współudziale Krzysztofa Kolbergera nakładem wytwórni MTJ.

## Lista utworów
1. My, Żydzi polscy (Julian Tuwim) [wiersz]
2. Blask szabasowych świec (Czesław Majewski - Halina Cenarska)
3. Dni dawne przybądźcie (Abraham Rajzen) [wiersz]
4. Rabin Jakub (Czesław Majewski - Halina Cenarska)
5. Icku, równy z ciebie chłopak (Icyk Manger) [wiersz]
6. Piosenka o Rudej (Janusz Sent - Józef Knothe)
7. Czy znów rocznica jakaś mija (Leon Kusman) [wiersz]
8. Czumbalalajka (trad. - Zbigniew Stawecki)
9. Kadisz (trad.) [wiersz]
10. Już wszystkie smutki wysmucone (Artur Żalski - Michał Chęciński)
11. Nie myśl, że świat jest karczmą (Icchok Nachman Bialik) [wiersz]
12. A skrzypki w uszach grają (Dawid Glik - Józef Aleksandrowicz, Sylwia Wilczek)
13. Chciałbym bardzo wiedzieć (Chaim Nachman Bialik) [wiersz]
14. Żegnaj, Krakowie! (Mordechaj Gebirtig) [wiersz]
15. Tak, miałem kiedyś dom (Mordechaj Gebirtig) [wiersz]
16. A może by tak zatańczyć (Czesław Majewski - Halina Cenarska)
17. Obrachunek z Bogiem (Władysław Szlengel) [wiersz]
18. Pieśń o Czarnej Ryfce (Andrzej Seroczyński - Halina Cenarska)
19. Epilog (Icchak Kacenelson) [wiersz]
20. Miasteczko Bełz (Aleksander Olszaniecki - trad.)
21. O Boże, wszak żyli tu ludzie (Icyk Fefer) [wiersz]
22. Synagogi, synagogi (Aleksander Nowacki - Renata Kościelniak)
23. Jeśli z pięćdziesięciu ocaleje połowa (Dawid Sfard) [wiersz]
24. Ballada izraelska (Janusz Sent - Zbigniew Stawecki)
25. Zaśpiewaj, lekką, pustą harfę weź do ręki (Icchak Kacenelson) [wiersz]
26. Kiedy i w jakich warunkach... (Marian Hemar) [wiersz]
27. Rebe (trad. - Moryc Gebaj)

## Charakterystyka albumu
Album Tylko tęsknota w sercu gra to kompilacja piosenek w wykonaniu Danuty Stankiewicz z jej dziesiątego, oraz jedenastego albumu studyjnego połączona z wierszami poetów żydowskich w interpretacji Krzysztofa Kolbergera. Album oryginalnie ukazał się w formie płyty kompaktowej (MTJ CD 12267) wydanej przez Agencję Artystyczną MTJ. 

## Muzycy
- Danuta Stankiewicz – śpiew
- Krzysztof Kolberger – recytacje
- Aleksandra Bieńkowska, Anna Cieśla, Robert Osam – chórki (2,4,6,8,10,12,16,24,27)
- Tomasz Czapliński – skrzypce (2,4,6,8,10,12,16,24,27)
- Jacek Sribniak – klarnet (2,4,6,8,10,12,16,24,27)
- Paweł Sójka – akordeon (2,4,6,8,10,12,16,24,27)
- Wojciech Traczyk – kontrabas (2,4,6,8,10,12,16,24,27)
- Grzegorz Hordyjewicz – trąbka (2,4,6,8,10,12,16,24,27)
- Paweł Mieczkowski – puzon (2,4,6,8,10,12,16,24,27)
- Paweł Nawara – gitara (2,4,6,8,10,12,16,24,27)
- Marek Krajewski – instrumenty perkusyjne (2,4,6,8,10,12,16,24,27)
- Marcin Olak – gitara (18,20,22)
- Konrad Kubicki – bas (18,20,22)
- Szymon Linette – perkusja (18,20,22)
- Tomasz Krezymon – instrumenty klawiszowe (18,20,22)
- Dariusz Falana – klarnet (18,20,22)
- Mirosław Kuźniak – skrzypce (18,20,22)

## Realizatorzy
- Grafika na okładce – Bartosz Kuśmierski
- Projekt graficzny – Bartosz Kuśmierski
- Mastering – Studio N
- Redakcja – Anna Tomasik
- Manager – Anna Tomasik
- Konsultacja merytoryczna – Iwona Łobarzewska
- Wybór poezji – Tadeusz Wiśniewski